# تخطيط ثاني أكسيد الكربون
تخطيط ثاني أكسيد الكربون أو تخطيط السخام هو مراقبة التركيز أو الضغط الجزئي لثاني أكسيد الكربون في غازات التنفس، طُور في الأساس كأداة مراقبة أثناء التخدير والطب الحرج، وعادة ما يُقدم في شكل رسم بياني لثاني أكسيد الكربون الزفيري (ويقاس بالملليمتر) في وقت محدد.
جهاز تخطيط ثاني أكسيد الكربون هو جهاز مراقبة مباشر لتركيز الضغط الجزئي لثاني أكسيد الكربون أثناء الشهيق والزفير، وبالتالي المراقبة غير المباشر للضغط الجزئي لثاني أكسيد الكربون في الدم الشرياني. ففي الأفراد الأصحاء تكون نسبة الضغط الجزئي لتركيز ثاني أكسيد الكربون في الدم الشرياني إلى نسبته في هواء الزفير صغيرة جدا، في حين أنها قد تتجاوز 1 كيلو باسكال في معظم أمراض الرئة وبعض أمراض القلب الخلقية يزيد الفرق بين الدم الشرياني.

## آلية العمل

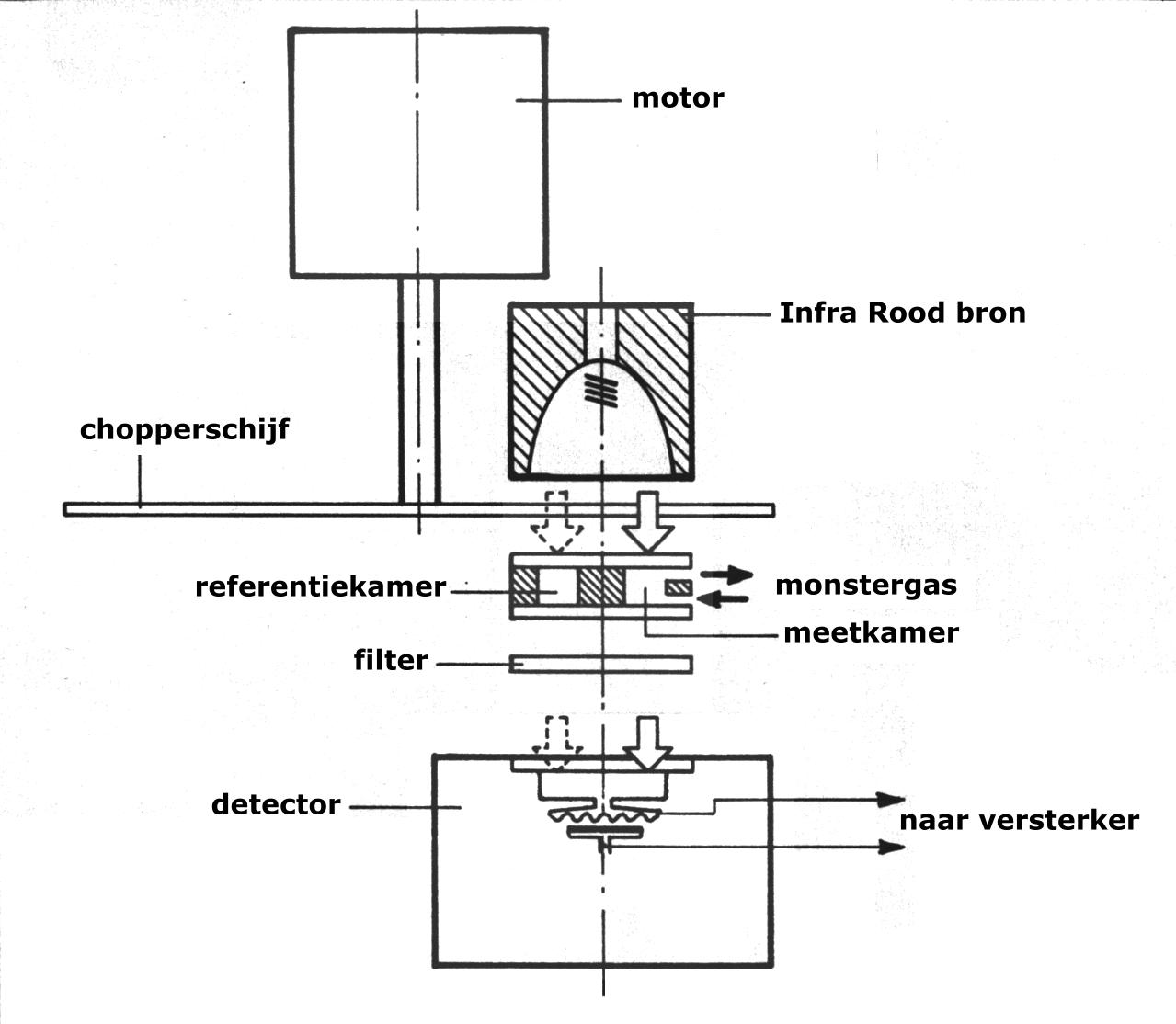
نظرة تمثلية عامة لتخطيط ثاني أكسيد الكربون

يعمل جهاز تخطيط ثاني أكسيد الكربون معتمدا على مبدأ أن ثاني أكسيد الكربون يمتص الأشعة تحت الحمراء، حيث يتم تمرير الأشعة تحت الحمراء عبر عينة الغاز لتسقط على جهاز استشعار، وبالتالي فإن وجود ثاني أكسيد الكربون في العينة سيؤدي إلى انخفاض في كمية الأشعة تحت الحمرا الساقطة على جهاز الاستشعار (بسبب امتصاص ثاني أكسيد الكربون لها)، مما يُغير من جهد الدائرة الكهربية.
يُعتبر تخطيط ثاني أكسيد الكربون تحليل سريع ودقيق، إلا أن وجود أكسيد النيتروس في الغاز يغير من امتصاص الأشعة تحت الحمراء عبر ظاهرة توسيع التصادم. وقد طورت هذه التقنية من قبل جون تيندال في عام 1864، على الرغم من أن أجهزة القرن التاسع عشر وأوائل القرن العشرين كانت مرهقة للغاية أثناء استخدامها السريري اليومي.

## استخدامات تشخيصية
يوفر تخطيط ثاني أكسيد الكربون معلومات حول إنتاج ثاني أكسيد الكربون، وتروية الرئة، وتهوية الحويصلات الهوائية، وأنماط التنفس، وتخلص دائرة التنفس من ثاني أكسيد الكربون أثناء التخدير والاعتماد على جهاز التنفس الصناعي، كما يتأثر شكل المنحنى ببعض أمراض الرئة. وبشكل عام فإن هناك حالات انسداد مثل التهاب القصبات وداء الانسداد الرئوي المزمن والربو يثمكن أن تأثر على خلط الغازات داخل الرئة.
بعض الحالات مثل الانسداد الرئوي وأمراض القلب الخلقية (التي تؤثر على نضح الرئة) لا تؤثر بحد ذاتها على شكل المنحنى، ولكنها تؤثر بشكل كبير على العلاقة بين ثاني أكسيد الكربون الزفيري (الموجود في هواء الزفير) والشرياني. كما يمكن استخدام تخطيط ثاني أكسيد الكربون أيضًا لقياس معدل إنتاج ثاني أكسيد الكربون كمقياس للأيض. ويُلاحظ زيادة إنتاج ثاني أكسيد الكربون أثناء الحمى والارتعاد، كما يُلاحظ نقص انتاجه أثناء التخدير وانخفاض حرارة الجسم .

## نماذج تخطيط ثاني أكسيد الكربون
يوفر تخطيط ثاني أكسيد الكربون الموجي الشكل معلومات عن القياسات التنفسية والقلبية المختلفة. ويوضح نموذج تخطيط ثاني أكسيد الكربون مزدوج الدالة الأسية العلاقة بين القياسات التنفسية والجزء الزفيري من تخطيط ثاني أكسيد الكربون الموجي الشكل.

## استخداماته في التخدير

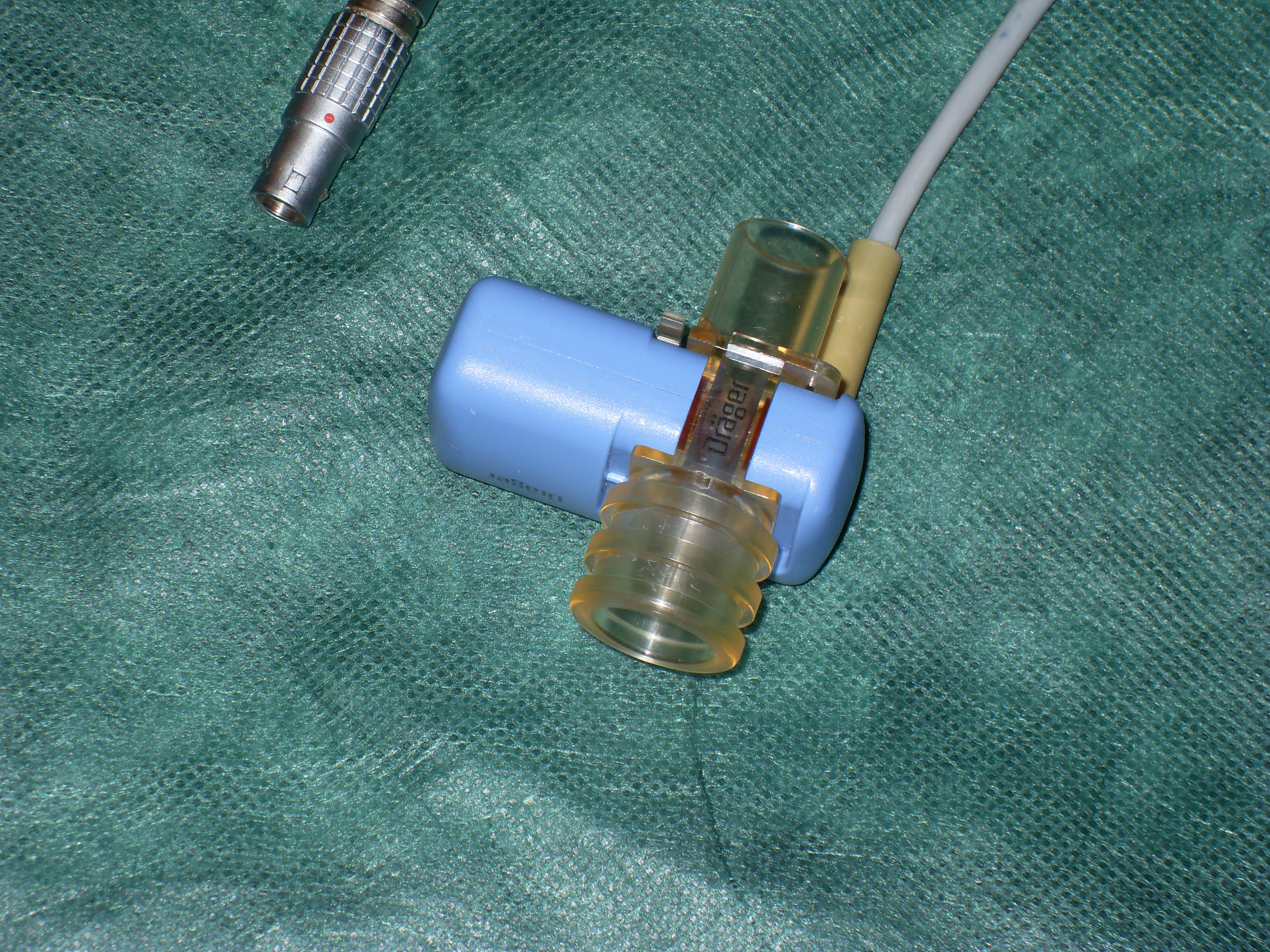
جهاز تخطيط ثاني أكسيد الكربون

يحدث أثناء التخدير تفاعل مشترك بين عنصرين هما: المريض، وجهاز تناول التخدير (والذي عادة ما يكون دائرة تنفس كهربية وجهاز تنفس صناعي)، ويُمثل القناع اتنفسي أو أنبوب القصبة الهوائية الوصلة الحرجة بين هذين المكونين والتي عادة ما يتم قياس ثاني أكسيد الكربون عندها. ويرسل الجهاز معلومات بشكل مباشر حول تخلص الرئة من ثاني أكسيد الكربون إلى وحدة التخدير، كما يوضح (بشكل غير مباشر) معدل إنتاج الأنسجة لثاني أكسيد الكربون ونقله من الدورة الدموية إلى الرئتين.
عندما يرتبط ثاني أكسيد الكربون في الزفير بحجم هواء الزفير بدلاً من الوقت، فإن المنطقة الموجودة أسفل المنحنى تُمثل حجم ثاني أكسيد الكربون في التنفس، وبالتالي فعلى مدار دقيقة كامة يُمكن لهذه الطريقة أن تعطي معدل التخلص من ثاني أكسيد اكربون في الدقيقة، وهو مقياس مهم لعملية التمثيل الغذائي. كما تُشير التغييرات المفاجئة في التخص من تاني أكسيد الكربون أثناء جراحات الرئة أو القلب إلى تغييرات مهمة في الوظائف التنفسية القلبية.
ثبت أن استخدام تخطيط ثاني أكسيد اكربون هو أكثر فعالية من مجرد الاعتماد عى الحكم السريري وحده للكشف المبكر عن الأحداث التنفسية الضارة مثل نقص التهوية، التنبيب المريئي، وانفصال الدائرة؛ كما يوفر التخطيط معلومات أكثر فائدة قياس التأكسج أثناء الإجراءات التي تتم تحت تخدير (كمعدل وانتظام التهوية).
يوفر تخطيط ثاني أكسيد اكربون طريقة سريعة وموثوقة للكشف عن الحالات التي تهدد الحياة (كسوء تموضع أنابيب القصبة الهوائية، والفشل التنفسي غير المتوقع، وفشل الدورة الدموية، والدوائر التنفسة المعيبة).
يمكن كل من تخطيط ثاني أكسيد اكربون وقياس التأكسج أن يساعدا معا في الوقاية من 93% من حدواث اتخدير اتي يمكن تجنبها، وفقا لدراسة مغقة أجرتها الجمعية الأمريكية لأطباء التخدير.

## استخدامه في الطوارئ
يستخدم مسؤلو الطوارئ تخطيط ثاني أكسيد اكربون بشكل متزايد للمساعدة في تقييم وعلاج المرضى في مرحلة ما قبل المستشفى، وتتضمن هذه الاستخدامات التحقق من موضع أنبوب القصبة الهوائية أو الإدراج الأعمى لجهاز مجري التنفس ومراقبته. حيث يحمي الأنبوب الذي تم وضعه بشكل صحيح في القصبة الهوائية مجرى الهواء ويُمكن المسعف من أجراء تنفس للمريض، بجانب أن وجود الأنبوب في غير مكانه (مثل المريء) قد يؤدي إلى وفاة المريض إذا لم يتم اكتشافه.
أظهرت دراسة حوليات طب الطوارئ التي أجريت عام 2005 حول مقارنة التنبيب الذي استخدم معه تخطيط مستمر لثاني أكسيد الكربون لتأكيد موضع الأنبوب مقابل عدم استخدام التخطيط غياب حالات خطأ إدراج الأنبوب في امجموعة الأولى مقابل 23٪ حالات خطأ في إدراج الأنبوب في المجموعة الثانية. وتأكد جمعية القلب الأمريكية على أهمية استخدام تخطيط ثاني أكسيد الكربون للتحقق من موضع الأنبوب، ضمن توجيهاتها حول الإنعاش القلبي الرئوي وعناية القلب والأوعية الطوارئة.
أشارت أيضا جمعية القلب الأمريكية في توجيهاتها الجديدة إلى أن تخطيط ثاني أكسيد الكربون، الذي يقيس بشكل غير مباشر النتاج القلبي، يمكن استخدامه أيضًا لمراقبة فعالية الإنعاش القلبي الرئوي، وكمؤشر مبكر على عودة الدورة التقائية.

## قائمة المراجع
- Silvestri S، Ralls GA، Krauss B، وآخرون (مايو 2005). "The effectiveness of out-of-hospital use of continuous end-tidal carbon dioxide monitoring on the rate of unrecognized misplaced intubation within a regional emergency medical services system". Ann Emerg Med. ج. 45 ع. 5: 497–503. DOI:10.1016/j.annemergmed.2004.09.014. PMID:15855946.
- Lightdale JR، Goldmann DA، Feldman HA، Newburg AR، DiNardo JA، Fox VL (يونيو 2006). "Microstream capnography improves patient monitoring during moderate sedation: a randomized, controlled trial". Pediatrics. ج. 117 ع. 6: e1170–8. DOI:10.1542/peds.2005-1709. PMID:16702250. مؤرشف من الأصل في 2008-09-06.
- Burton JH، Harrah JD، Germann CA، Dillon DC (مايو 2006). "Does end-tidal carbon dioxide monitoring detect respiratory events prior to current sedation monitoring practices?". Acad Emerg Med. ج. 13 ع. 5: 500–4. DOI:10.1197/j.aem.2005.12.017. PMID:16569750.

### الروابط الداخلية
- اختبار طبي
- مراقبة الجهاز التنفسي

### روابط خارجية
- المبادئ المادية المستخدمة في كبنوغرافيا موضحة بيانيا
- Capnography.com
- Capnography للمسعفين
- CapnoBase.org: قاعدة بيانات إشارة الجهاز التنفسي التي تحتوي على تسجيلات capnogram السريرية والمحاكاة
- مشروع بحثي عن الكابيوجرافيا